# Tipperary

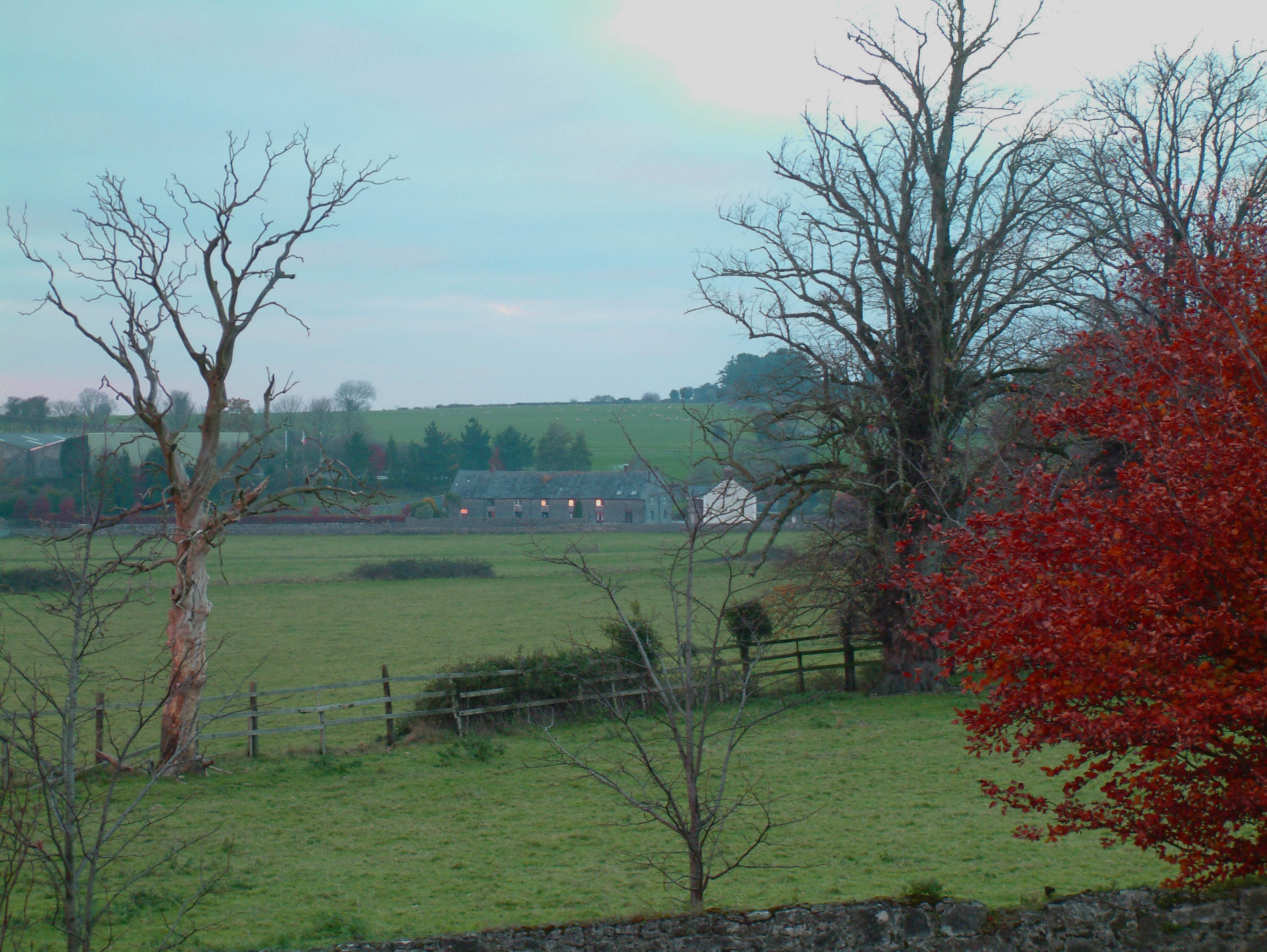
Novembro em Tipperary.

Tipperary (Tiobraid Árann em irlandês) é uma cidade no sudoeste do Condado de Tipperary, Irlanda, com uma população de cerca de 5 000 habitantes dentro do perímetro urbano.